# Bismarckmunia
Bismarckmunia (Lonchura melaena) är en fågel i familjen astrilder inom ordningen tättingar.

## Utseende och läte
Bismarckmunian är en vacker liten fink som verkar mycket mörk, med en lysande vit fläck på buken. Den är svart på huvud och bröst, djupt hasselnötsbrun på ryggen och stjärten är gulorange. Undergumpen är mycket svart och flankerna är fjällade i svart och vitt. Vanligaste lätet är en kör av mjuka "peep" och "see" men fågeln är överlag rätt tystlåten.

## Utbredning och systematik
Bismarckmunia delas in i två underarter:
- L. m. melaena – förekommer på New Britain (sydöstra Bismarckarkipelagen)
- L. m. bukaensis – förekommer på Buka (Salomonöarna)

## Levnadssätt
Bismarckmunia hittas i stånd med högt gräs i låglänta områden upp till 1200 meters höjd. 

## Status
Arten har ett begränsat utbredningsområde, men beståndet anses vara stabilt. IUCN kategoriserar arten som livskraftig.